# Dracula rezekiana
Dracula rezekiana là một loài thực vật có hoa trong họ Lan. Loài này được Luer & R.Hawley mô tả khoa học đầu tiên năm 1979.